# Agnès de Montepulciano
Agnès Segni de Montepulciano (Gracciano, "frazione" de Montepulciano, ca. 1268 - Montepulciano, 20 d'abril de 1317) fou una religiosa italiana, del Segon Orde de Sant Domènec. És venerada com a santa per l'Església catòlica i celebrada el dia de la seva mort.

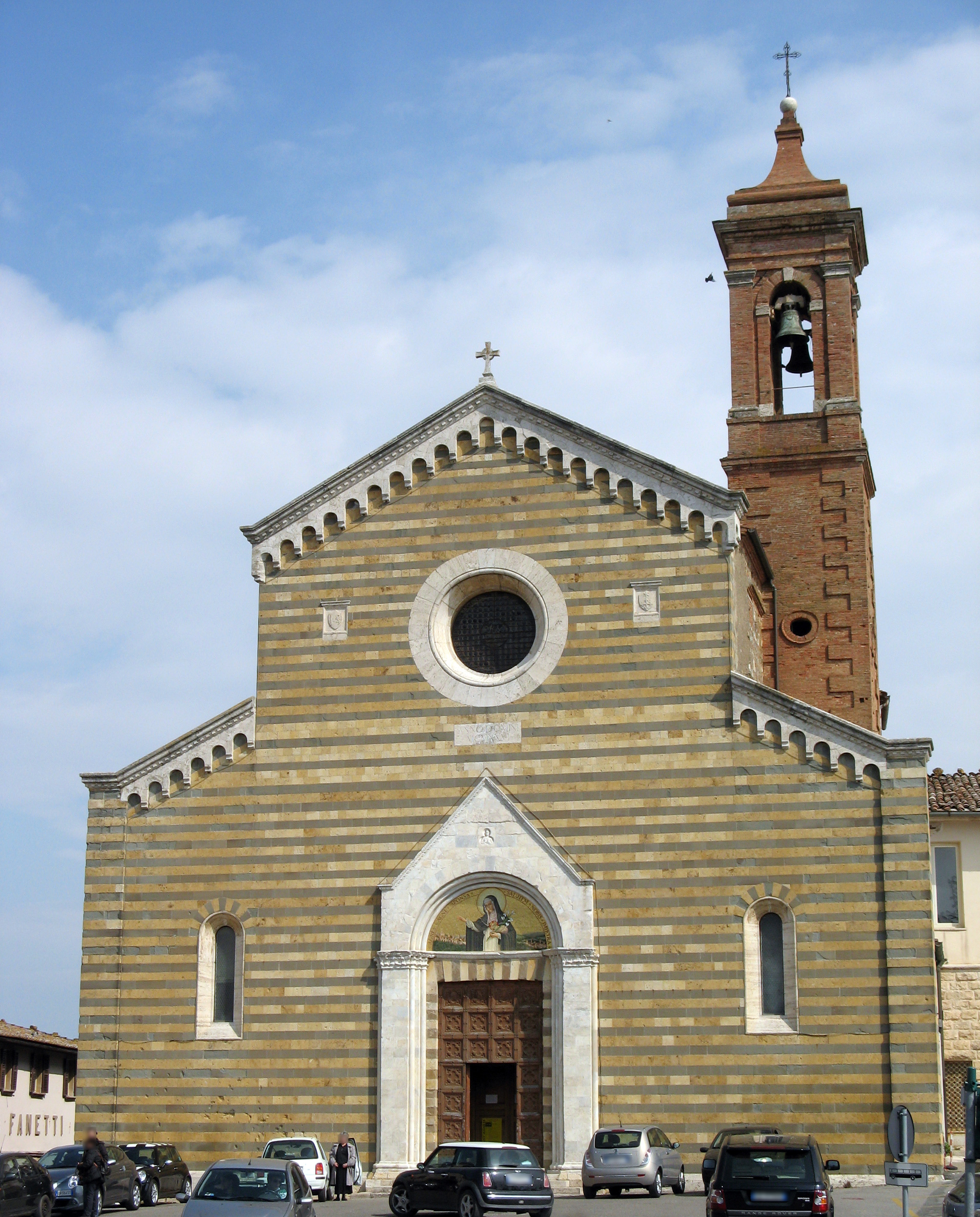
Sant'Agnese (Montepulciano), lloc d'enterrament de la santa

Agnese Segni va néixer en una noble família toscana. Molt jove, va ingressar al monestir de les "germanes del sac" de Montepulciano i sis anys després anà al nou convent de Proceno, a Viterbo, on fou abadessa l'any següent. En 1306 va fundar a Montepulciano un monestir, el de Santa Maria Novella, inicialment sota la Regla de Sant Agustí. Aviat, però, es posà sota l'Orde dels Predicadors o dominics. En fou la priora fins a la seva mort.
Va ésser molt popular des de la seva mort, en bona part mercès a la biografia hagiogràfica que va fer-ne Raimondo da Capua. Santa Caterina de Siena en fou molt devota. Va ésser canonitzada pel Papa Benet XIII el 10 de desembre del 1726. El seu cos és a Montepulciano, a l'església de Sant'Agnese da Montepulcian, en una urna a l'altar major. La seva festivitat se celebra el 20 d'abril.